# Folsomia penicula
Folsomia penicula är en urinsektsart som beskrevs av Bagnall 1939. Folsomia penicula ingår i släktet Folsomia och familjen Isotomidae. Arten är reproducerande i Sverige. Inga underarter finns listade i Catalogue of Life.